# Geoff Keighley
Geoff Keighley (Canadá, 24 de junho de 1979) é um jornalista de jogos eletrônicos canadense e apresentador de televisão. Ele é conhecido por ter sediado o programa de jogos GameTrailers TV e por co-sediar o G4tv.com, hoje extinto. Keighley também é escritor freelancer, cujo trabalho foi publicado na Kotaku, entre outras publicações. Keighley foi o produtor executivo da Spike Video Game Awards e atua como produtor executivo e apresentador do The Game Awards desde seu show inaugural em 2014. Ele também sediou o evento E3 Coliseum na Electronic Entertainment Expo (E3).